# Přísečná
Přísečná là một làng thuộc huyện Český Krumlov, vùng Jihočeský, Cộng hòa Séc.